# Max Newcombe
Max Newcombe est un joueur australien de tennis.

## Palmarès

### Finale en double
Championnat de tennis d'Australie 1946.

### Autres performances
- Championnat d'Australie : quart de finaliste 1940 en simple, double et mixte.
- Finale au Western Australia Championships contre Max Bonner[2].
- Champion junior du Championnat de tennis d'Australie 1938